# Sumber Klampok
Sumber Klampok is een bestuurslaag in het regentschap Buleleng van de provincie Bali, Indonesië. Sumber Klampok telt 2886 inwoners (volkstelling 2010).